# Campeonato de Apertura de la Segunda División de Chile 1983
El Campeonato de Apertura de la Segunda División de Chile 1983 de la Segunda División de Chile, correspondiente a la temporada 1983.
Su organización estuvo a cargo de la Asociación Central de Fútbol (ACF) y contó con la participación de 18 equipos.
El campeón fue Huachipato, que ganó la liguilla final y se adjudicó su segundo título del Campeonato de Apertura de la Segunda División de Chile.

## Equipos participantes
| Equipo              | Ciudad                      |
| ------------------- | --------------------------- |
| Cobresal            | El Salvador                 |
| Coquimbo Unido      | Coquimbo                    |
| Deportes Colchagua  | San Fernando                |
| Deportes Concepción | Concepción                  |
| Deportes Laja       | Laja                        |
| Deportes La Serena  | La Serena                   |
| Deportes Linares    | Linares                     |
| Deportes Ovalle     | Ovalle                      |
| Green Cross Temuco  | Temuco                      |
| Huachipato          | Talcahuano                  |
| Iberia              | Los Ángeles                 |
| Lota Schwager       | Coronel                     |
| Malleco Unido       | Angol                       |
| Ñublense            | Chillán                     |
| San Antonio Unido   | San Antonio                 |
| San Luis            | Quillota                    |
| Santiago Morning    | Recoleta, Santiago de Chile |
| Unión La Calera     | La Calera                   |

## Primera Fase
Los 18 equipos se dividieron en dos grupos de 9 equipos, debiendo jugar todos contra todos en dos ruedas. Los dos primeros de cada grupo clasificaron a los cuartos de final.

### Zona Norte
| Pos | Equipo               | PJ | PG | PE | PP | GF | GC | Dif | Pts |
| --- | -------------------- | -- | -- | -- | -- | -- | -- | --- | --- |
| 1   | Cobresal             | 16 | 10 | 4  | 2  | 31 | 10 | +21 | 24  |
| 2   | Unión La Calera      | 16 | 8  | 5  | 3  | 29 | 18 | +11 | 21  |
| 3   | San Luis de Quillota | 16 | 8  | 4  | 4  | 32 | 18 | +14 | 20  |
| 4   | Coquimbo Unido       | 16 | 7  | 4  | 5  | 19 | 17 | +2  | 18  |
| 5   | Deportes Ovalle      | 16 | 6  | 5  | 5  | 9  | 15 | -6  | 17  |
| 6   | San Antonio Unido    | 16 | 4  | 5  | 7  | 15 | 21 | -6  | 13  |
| 7   | Deportes La Serena   | 16 | 2  | 7  | 7  | 17 | 24 | -7  | 11  |
| 8   | Santiago Morning     | 16 | 4  | 3  | 9  | 22 | 36 | -14 | 11  |
| 9   | Deportes Colchagua   | 16 | 1  | 7  | 8  | 11 | 26 | -15 | 9   |

### Zona Sur
| Pos | Equipo              | PJ | PG | PE | PP | GF | GC | Dif | Pts |
| --- | ------------------- | -- | -- | -- | -- | -- | -- | --- | --- |
| 1   | Deportes Linares    | 16 | 8  | 4  | 4  | 22 | 17 | +5  | 20  |
| 2   | Iberia              | 16 | 9  | 2  | 5  | 20 | 17 | +3  | 20  |
| 3   | Huachipato          | 16 | 7  | 5  | 4  | 28 | 17 | +11 | 19  |
| 4   | Deportes Concepción | 16 | 7  | 5  | 4  | 18 | 14 | +4  | 19  |
| 5   | Green Cross Temuco  | 16 | 7  | 4  | 5  | 28 | 22 | +6  | 18  |
| 6   | Lota Schwager       | 16 | 5  | 7  | 4  | 23 | 21 | +2  | 17  |
| 7   | Ñublense            | 16 | 6  | 3  | 7  | 20 | 27 | -7  | 15  |
| 8   | Malleco Unido       | 16 | 4  | 3  | 9  | 15 | 23 | -8  | 11  |
| 9   | Deportes Laja       | 16 | 1  | 3  | 12 | 10 | 26 | -16 | 5   |

## Liguilla zona A
| Pos | Equipo           | PJ | PG | PE | PP | GF | GC | Dif | Pts |
| --- | ---------------- | -- | -- | -- | -- | -- | -- | --- | --- |
| 1   | Cobresal         | 6  | 2  | 4  | 0  | 10 | 4  | +6  | 8   |
| 2   | Coquimbo Unido   | 6  | 3  | 2  | 1  | 7  | 5  | +2  | 8   |
| 3   | Iberia           | 6  | 3  | 1  | 2  | 10 | 7  | +3  | 7   |
| 4   | Deportes Linares | 6  | 0  | 1  | 5  | 2  | 13 | -11 | 1   |

## Liguilla zona B
| Pos | Equipo               | PJ | PG | PE | PP | GF | GC | Dif | Pts |
| --- | -------------------- | -- | -- | -- | -- | -- | -- | --- | --- |
| 1   | Huachipato           | 6  | 3  | 2  | 1  | 11 | 9  | +2  | 8   |
| 2   | San Luis de Quillota | 6  | 2  | 4  | 0  | 5  | 3  | +2  | 8   |
| 3   | Unión La Calera      | 6  | 3  | 1  | 2  | 13 | 10 | +3  | 7   |
| 4   | Deportes Concepción  | 6  | 0  | 1  | 5  | 1  | 8  | -7  | 1   |

## Liguilla final
| Pos | Equipo               | PJ | PG | PE | PP | GF | GC | Dif | Pts |
| --- | -------------------- | -- | -- | -- | -- | -- | -- | --- | --- |
| 1   | Huachipato           | 3  | 2  | 1  | 0  | 6  | 4  | +2  | 5   |
| 2   | San Luis de Quillota | 3  | 1  | 2  | 0  | 5  | 4  | +1  | 4   |
| 3   | Cobresal             | 3  | 1  | 1  | 1  | 5  | 5  | 0   | 3   |
| 4   | Coquimbo Unido       | 3  | 0  | 0  | 3  | 4  | 7  | -3  | 0   |

## Campeón
| Chile                |
| Huachipato 2º título |